# Aderus angulatus
Aderus angulatus is een keversoort uit de familie schijnsnoerhalskevers (Aderidae). De wetenschappelijke naam van de soort werd in 1898 gepubliceerd door Maurice Pic.